# Trolejbusy w Pradze
Trolejbusy w Pradze – system miejskiej komunikacji trolejbusowej w stolicy Czech, Pradze, który funkcjonował w latach 1936–1972 oraz ponownie od 2017 r. W Pradze kursują dwie linie trolejbusowe; ponieważ sieć trakcyjna rozwieszona jest tylko nad częścią trasy, linię tę obsługują duobusy. System ten jest jednak klasyfikowany jako trolejbusowy z powodu obowiązujących w Czechach regulacji prawnych.

## Historia

### Pierwsze projekty
Pierwsze pomysły na wprowadzenie w Pradze komunikacji trolejbusowej pojawiły się w listopadzie 1901 roku, kiedy to wiedeńska firma Ganz zaproponowała Przedsiębiorstwom Elektrycznym Stołecznego Miasta Pragi (czes. Elektrické podniky hl. m. Prahy) wprowadzenie komunikacji trolejbusowej. Propozycja ta spotkała się jednak z odmową, ponieważ w tym okresie priorytetem była budowa linii tramwajowych.
Kolejne pomysły pojawiły w latach 1927–1928. Przygotowano wówczas podstawowe założenia i otrzymano propozycje od angielskich firm «Ransomes, Sims & Jefferies» i «Garret & Sons», niemieckiej AEG oraz czeskiej ASAP. Jednak z powodu braku dokładnych opracowań, również ten projekt nie został zrealizowany.

### Pierwsza linia
W 1934 roku pojawiła się propozycja budowy linii Hanspaulka – Ořechovka. Określono przebieg linii na odcinku Sv. Matěj – Zajezdnia Střešovice. Wkrótce przygotowano projekt, który w 1935 roku zatwierdziło miasto oraz Ministerstwo Kolei (Ministerstvo železnic).
Przed otwarciem pierwszego odcinka, między zajezdnią Střešovice a kościołem św. Macieja (kostel svatého Matěje) na Babie, bardzo długo trwały jazdy próbne (ok. 3 miesięcy w lecie 1936 roku). Otwarcie miało miejsce 28 sierpnia 1936 roku. Pierwsza linia miała długość 3,5 km, a jej przejechanie zajmowało 13 minut. Powodzenie tej linii było przyczyną powstania projektów rozbudowy sieci. Kolejna linia miała łączyć Anděl z Fabryką Waltera (Walterova továrna) w Jinonicach przez Santoškę i Malvazinky.

### Lata powojenne
Krótko po wyzwoleniu przywrócono do eksploatacji komunikację autobusową i w miarę potrzeb również trolejbusową. W ramach Generalnego Projektu Sieci Trolejbusowej (czes. Generální návrh trolejbusové sítě) trolejbusy miały przejąć część przewozów tramwajowych – w związku z tym przedłużono linię z pętli Anděl do centrum miasta. Zmienił się sposób oznaczania linii – literowe oznaczenia (K i W) zastąpiono liczbami z przedziału 50–60. Szczególnie obciążona okazała się nowa linia między Smíchowem a Placem Wacława (Václavské náměstí); w związku z tym stało się koniecznością uruchomienie dodatkowych linii w tym kierunku. W 1948 roku oddano do użytku odcinek na Stadion Strahov (Velký strahovský stadion), gdzie ze względu na znaczne nachylenie terenu nie mogła funkcjonować komunikacja tramwajowa.

### Rozwój komunikacji trolejbusowej
Większość sieci trolejbusowej powstała w latach 1949–1954. W tym czasie powstały odcinki sieci na Vinohradach, Žižkowie i w Bubenczu, przybywały liczne nowe pojazdy – głównie produkowane przez firmę Vagonka Tatra Smíchov (późniejszą ČKD – trolejbusy typu Tatra T 400). Plan odciążenia komunikacji tramwajowej był kontynuowany przez Poglądowy plan rozwoju Przedsiębiorstwa Komunikacji Miejskiej Stołecznego Miasta Pragi do roku 1960 (Výhledový plán Dopravního podniku hl. m. Prahy do roku 1960; przewidziany na dwie pierwsze pięciolatki – pětiletky). Zgodnie z założeniami Poglądowego planu…, trolejbusy miały obsługiwać również peryferia. Dzięki temu powstały na przykład linie Libeň (U Kříže) – Prosek – Letňany – Čakovice (fabryka Avia) i Smíchov (Na Újezdě) – Velká Chuchle. Plan przewidywał również trolejbusy na Petřínie. Wspomniana wyżej linia do Chuchli miała być przedłużona do Zbrasławia, od pętli w Chuchli istniał krótki odcinek linii biegnący w tym kierunku. Ok. 1954 roku rozwój trolejbusów wyraźnie zahamował. Nie budowano już dalszych odcinków, doszło nawet do zamknięcia niektórych części sieci. Do głównych przyczyn należy brak dobrego przygotowania ulic oraz problemy z zasilaniem rozległej sieci.

### Stopniowa likwidacja praskiej sieci trolejbusowej

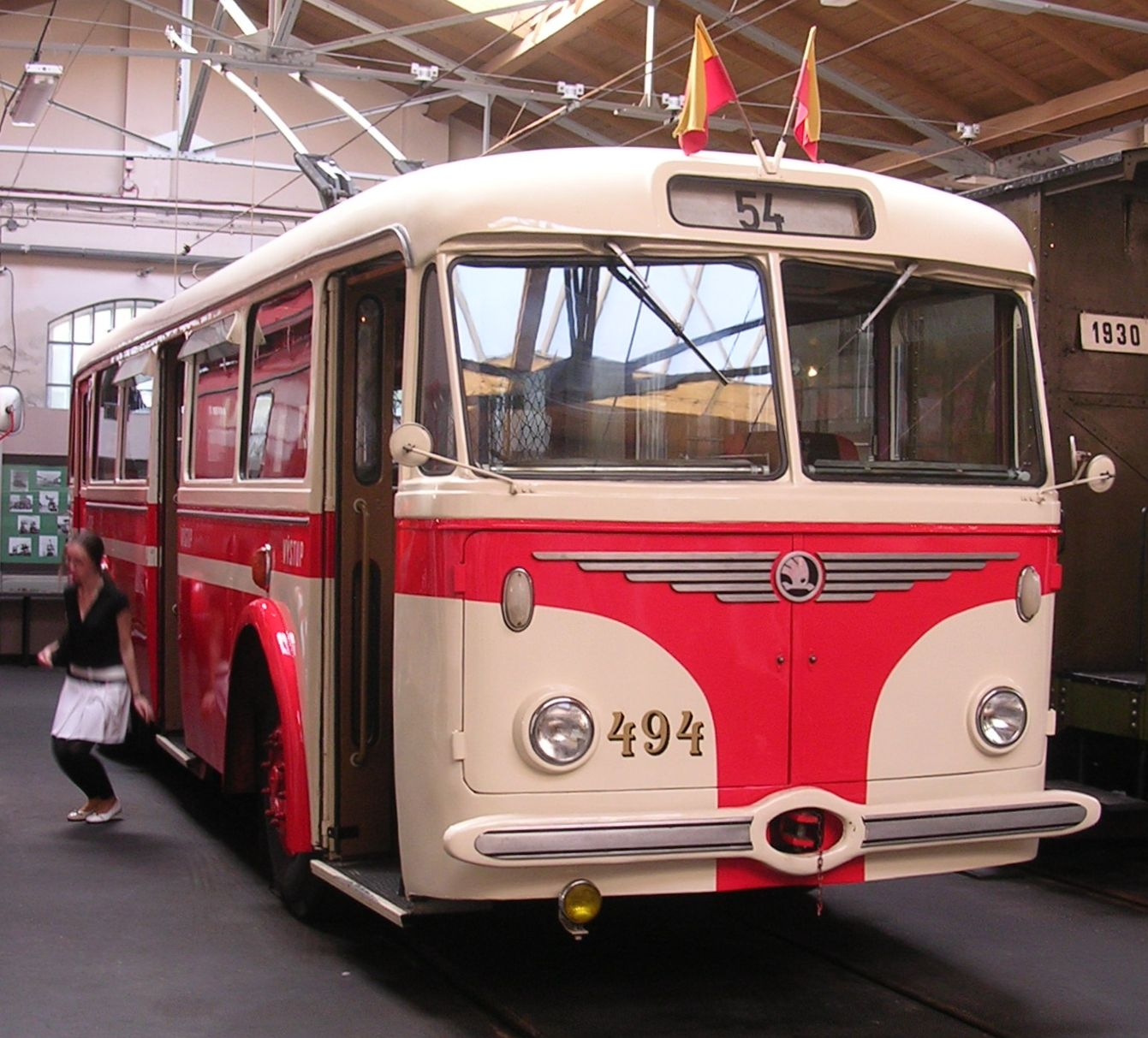
Praski trolejbus Škoda 8Tr w muzeum w Střešovicach

Praska sieć trolejbusowa miała największą długość w marcu 1959 roku (56,876 km). Tego roku doszło jednak do likwidacji najstarszej linii i zastąpienia trolejbusów autobusami. Podobny los spotkał inne odcinki sieci trolejbusowej, a autobusy zyskiwały coraz większy udział w przewozie pasażerów. Na początku lat 60. przebiegały liczne remonty i przebudowy ulic, w związku z czym wiele odcinków zostało wyłączonych z ruchu – tymczasowo lub na stałe. Starzejący się tabor i elementy sieci były istotnym argumentem przemawiającym za stopniową likwidacją sieci trolejbusowej. Ostatecznie przesądziły niskie ceny radzieckiej ropy (co sprzyjało rozwojowi autobusów) oraz nowa koncepcja komunikacji miejskiej, oparta na systemie metra, która nie zakładała wykorzystania trolejbusów. 16 października 1972 roku zakończono eksploatację trolejbusów w Pradze.

### Projekty odbudowy sieci trolejbusowej
Pierwsze pomysły odbudowy sieci trolejbusowej pojawiły się już w 1979 roku, kolejne plany opracowano w latach:
- 1981 (linie na osiedle Barrandov)
- 1982 (linie trolejbusowe służące komunikacji z linią metra A i C)
- połowa lat 80. (m.in. linia Praga – Kladno)

Najbardziej dopracowane i najbliższe realizacji były projekty z przełomu lat 80. i 90. XX w.
Najstarszym projektem tego okresu był projekt sieci w Północnym Mieście (Severní město), opracowany przez Metroprojekt w maju 1989. W 1990 roku plany zakładały budowę całej sieci równocześnie, potem zadecydowano o podziale prac na dwa etapy. Pierwszy etap zakładał budowę sieci na wschodzie Północnego Miasta na odcinkach: Českomoravská – Lovosická i Palmovka – Letňany – Čakovice, Avia. Realizacja tego projektu przewidywana była na lata 1993–1995. Drugi etap (linia ze Střížkowa przez Kobylisy do Bohnic i Čimic) miał być realizowany później. Pierwszy etap zakładał uruchomienie pięciu (docelowo sześciu) linii obsługiwanych przez 16 jednoczłonowych i 38 przegubowych trolejbusów. Zajezdnia była zaplanowana na północ od autobusowych garaży Klíčov. 1 października 1991 roku wystąpiono o pozwolenie na budowę. Koszty pierwszego etapu oszacowano na 793 milionów Kčs. Jednak w ciągu roku 1992 wstrzymano wszystkie przygotowania do budowy.
Końcem roku 1990 podjęto pierwsze kroki w kierunku realizacji projektu w częściach Pragi 5 – Smíchowie, Košírzach, Jinonicach oraz Strahowie, połączonym linią z Placem Karola (Karlovo náměstí). Pierwsze projekty zakładały uruchomienie sieci już następnej zimy. Pierwsza miała być wybudowana linia Anděl – Malvazinky – Jinonice. Budowa kolejnych odcinków miała przebiegać do 1995 roku. Po ukończeniu budowy tę część sieci miały obsługiwać cztery linie, a tabor miało stanowić 39 trolejbusów jednoczłonowych i 51 przegubowych. Koszt inwestycji oceniono na 289,3 milionów Kčs. Zajezdnia miała być wybudowana w Jinonicach koło Motorletu, a do czasu ukończenia jej budowy, planowano wykorzystanie byłej tramwajowej i trolejbusowej zajezdni w Košírzach. 10 października 1991 roku nabyła prawomocności decyzja urzędu dzielnicy Praga 5 o budowie pierwszej części linii, podstacji trakcyjnej i zajezdni, jednakże 18 listopada tego roku, decyzją dyrektora generalnego Przedsiębiorstwa Komunikacji Miejskiej (generální ředitel Dopravního podniku), podjęto decyzję o przerwaniu wszelkich prac przygotowawczych.
Końcem 1990 roku pojawił się również projekt linii Skalka – Horní Měcholupy – Petrovice. Jedna linia miała być obsługiwana przez 21 przegubowych trolejbusów, parkujących w Centralnych Warsztatach Przedsiębiorstwa Komunikacji Miejskiej (Ústřední dílny Dopravního podniku). W pierwszej połowie 1992 roku zaniechano prac nad tym projektem.
W 1991 roku utworzono w Przedsiębiorstwie Komunikacji Miejskiej zakład Opravny MHD a Trolejbusy (Warsztaty Naprawcze Komunikacji Miejskiej i Trolejbusy), którego zadaniem były prace nad projektowanymi liniami trolejbusowymi. 31 grudnia 1991 roku wszystkie jednostki organizacyjne związane z trolejbusami zostały rozwiązane, a zakład zmienił nazwę na Opravny MHD.
Na początku lat 90. XX w. w zakładach ČKD powstał projekt trolejbusu Tatra Tr831, wykorzystujący karoserię trolejbusu Škoda 17Tr. Ten eksperymentalny egzemplarz został zbudowany w warsztatach przedsiębiorstwa komunikacji w Hostivarze (dzielnica Pragi). Jednym z powodów powstania tego pojazdu był projekt odbudowy sieci trolejbusowej w Pradze.

### Odbudowa sieci w XXI w.

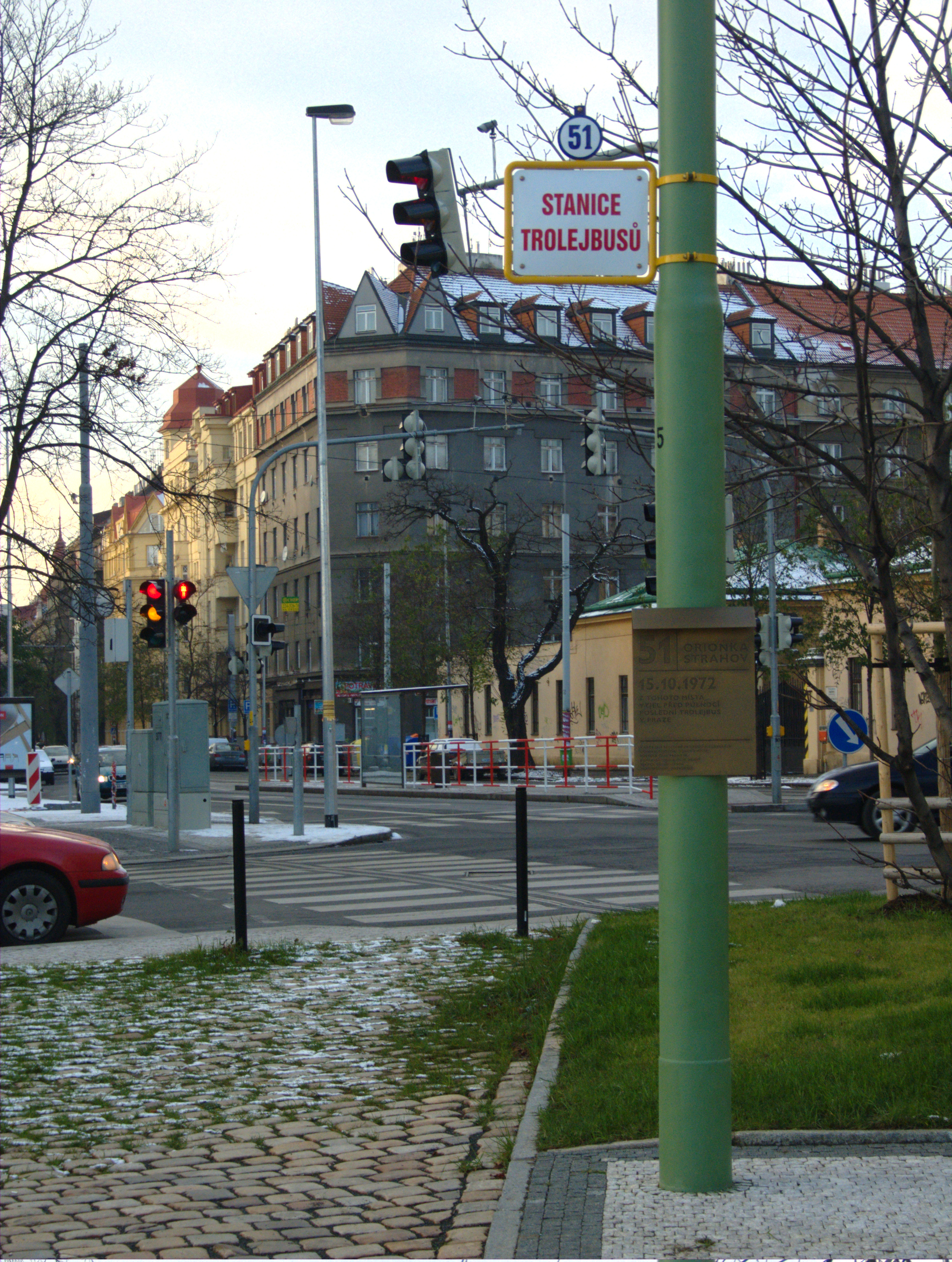
Przystanek-pomnik na dawnej pętli Orionka

W październiku 2017 r. rozpoczęto testy pierwszej od lat 70. XX wieku linii trolejbusowej. Linię zaplanowano obsługiwać pojazdami łączącymi cechy trolejbusa i autobusu bateryjnego. Sieć trakcyjną zainstalowano tylko na odcinku o długości ok. 1 km na ul. Proseckej, co stanowiło ok. 15% trasy, ponadto zbudowano punkt ładowania na pętli przy Palmovce. Od lipca 2018 r. uruchomiona została nowa linia trolejbusowa (nr 58), łącząca stacje metra Palmovka (linia B) i Letnany (linia C). Początkowo linię obsługiwały pojazdy testowe i wypożyczone, dopiero w 2020 r. operator DPP zakupił pierwszy własny trolejbus (Škoda 24 Tr).
Po uruchomieniu tej linii planowano również elektryfikację linii nr 140 Palmovka – Cakovice – Miskovice, a dwa lata później te plany poszerzono o m.in. elektryfikację linii nr 119 do lotniska im. Václava Havla. W marcu 2023 roku zaczęto z kolei prace nad utworzeniem trzeciej linii trolejbusowej w miejscu obecnej linii 137.
Ostatecznie okres próbny na linii 58 zakończy się z dniem 1 lipca 2024 roku, kiedy to stanie się stałą linią, która zastąpi linię 140.
6 marca 2024 uruchomiono linię trolejbusową nr 59 łączącą dworzec Veleslavín z lotniskiem im. Vaclava Havla. Linia ta zastąpiła autobusową linię 119. Zdolność przewozową zwiększono przez zastosowanie dwuprzegubowych pojazdów Škoda–Solaris 24m – zakupiono 20 szt. tych pojazdów. Sieć trakcyjna (o napięciu 750 V) obejmuje około połowy trasy, na pozostałej części pojazdy korzystają z baterii.

## Pomniki praskich trolejbusów
Z okazji 50. rocznicy likwidacji pierwszej trolejbusowej linii w Pradze (Svatý Matěj – Zajezdnia Střešovice), w lipcu 2009 w Dejvicach przy ul. Šáreckiej (koło numeru 38), postawiono pomnik praskich trolejbusów. Tworzą go dwa zrekonstruowane słupy z krótkim odcinkiem trakcji trolejbusowej.
8 października 2010 roku odsłonięto pomnik w miejscu zlikwidowanej pętli Orionka, dokąd do 15 października 1972 roku jeździła ostatnia linia trolejbusowa (nr 51). Na skwerze przy skrzyżowaniu ulic Korunní i Benešovskiej, przy zachowanej brukowanej pętli, umieszczono 4 odnowione słupy trakcyjne (3 pochodzą z 1939 roku z wiodącej do Jinonic linii przy ulicy Peroutka, natomiast jeden, powojenny, służył również tramwajom), dwa odcinki trakcji trolejbusowej (ok. 20 m), znak przystanku i tablicę pamiątkową. Jednym z fundatorów pomnika była dzielnica Praga 10, która wsparła projekt kwotą 200 000 Kč, większość środków natomiast pochodziła od firmy deweloperskiej Sekyra Group, stawiającej w pobliżu kompleks budynków mieszkalnych. Przy odsłonięciu pomnika obecny był zabytkowy trolejbus Škoda 8Tr z Muzeum Komunikacji Miejskiej w Pradze.

## Tabor
Przez cały czas istnienia praskiej sieci trolejbusowej, była ona obsługiwana wyłącznie pojazdami produkcji czechosłowackiej, takich marek jak: Škoda, Tatra i Praga.
- Škoda 1Tr (prototyp) – pojazd został wprowadzony do eksploatacji w 1936 roku, a wycofany w 1956 roku.
- Tatra T 86 (prototyp) – pojazd oddany do eksploatacji w 1936 roku, a wycofany z powodu dużej awaryjności w 1938. Kolejne pojazdy tego typu wprowadzono dwa lata później, a wycofano je w 1953 roku. Nie zostały jednak zezłomowane, lecz sprzedano je Przedsiębiorstwu Komunikacji Miejskiej w Pardubicach (Dopravní podnik města Pardubic). W sumie w Pradze jeździło 6 trolejbusów Tatra T 86.
- Praga TOT – prototyp tego pojazdu wprowadzono do eksploatacji w 1936 roku, a wycofano w 1959 roku (jako ostatni z pierwszych trolejbusów). W 1939 roku został przebudowany do eksploatacji prawostronnej. Kolejne trolejbusy Praga TOT wprowadzano w latach 1937–1939. Ostatni z nich został wycofany w 1961 roku. W sumie (wraz z prototypami) po Pradze jeździło 12 sztuk tych pojazdów.
- Škoda 2Tr – trolejbusy oddane do eksploatacji w latach 1938–1939, wycofane w 1953 roku, kiedy zostały sprzedane do Pilzna. Wyprodukowano 5 sztuk tych trolejbusów i wszystkie jeździły w Pradze.

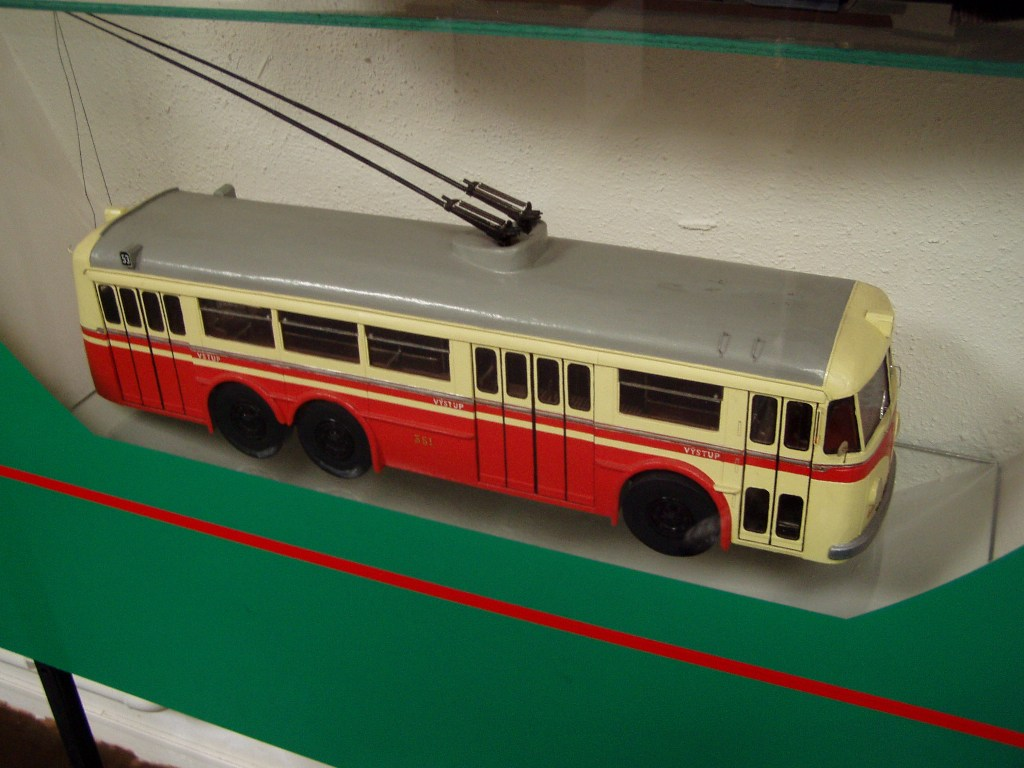
Model trolejbusu Tatra T 400

- Tatra T 400 – najliczniej reprezentowany praski trolejbus. W sumie po Pradze jeździło 136 takich pojazdów, do których należy jeszcze dodać 8 sztuk używanych, kupionych od Mostu.
  - Seria I.A, I.B, II.A i II.B – pierwsze pojazdy wprowadzono do eksploatacji w 1948 roku, a ostatnie wycofano w 1968 roku. Seria I różniła się tylko detalami od serii II.
  - Modernizacja serii II.B miała miejsce w 1956 roku. Jej zadaniem była poprawa parametrów pojazdu w celu upodobnienia go do przygotowywanego modelu T 401. Trolejbus został wyposażony w nowy silnik i został poddany próbom przed zakupem pojazdów Tatra T 401 i Škoda 9Tr.
  - Serie III.A i III.B zostały oddane do eksploatacji w 1953 roku, wycofano je natomiast w 1972 roku. Pojazdy te posiadały szereg modyfikacji technicznych, związanych z doświadczeniami z eksploatacji poprzednich serii.
  - W 1955 roku na praskie ulice wyjechał prototyp serii IV (wycofano go w 1968 roku). W stosunku do serii III pojazd miał lepsze właściwości jezdne oraz amortyzację, co poprawiało komfort pasażerów.
- Tatra T 401 (prototyp) – trolejbus oddany do eksploatacji w 1958 roku, wycofany trzy lata później.
- Škoda 8Tr – ostatni typ trolejbusu dostarczony do Pragi (1960), wycofany wraz z likwidacją sieci trolejbusowej w 1972 roku. W sumie do Pragi trafiło 35 trolejbusów 8Tr.

## Bilety i taryfy
Na początku taryfy trolejbusowe były mocno związane z opłatami za przejazd tramwajem. 31 grudnia 1951 roku doszło do ujednolicenia taryf, które jednak wciąż miały pewne wyjątki. Na dwóch pierwszych liniach obowiązywały bilety na jedną linię lub bilety przesiadkowe trolejbus/tramwaj.

### Zwykły bilet
Bilety tego typu były sprzedawane wyłącznie w trolejbusach i nie pozwalały na przesiadki do tramwaju. Obowiązywały strefy (na przykład linia W była podzielona na 4 strefy). Przesiadki między trolejbusami umożliwiła zmiana taryfy 1 października 1948 roku.

### Taryfa przesiadkowa trolejbus/tramwaj
Taryfa obowiązywała wyłącznie w miejscach, gdzie sieć tramwajowa została zastąpiona siecią trolejbusową.

### Bilety
Na początku bilety trolejbusowe nie różniły się od tramwajowych. Później bilety trolejbusowe oznaczano skośnym kolorowym paskiem oraz literą T (tramwaje miały oznaczenie D).

## Zajezdnie i warsztaty
Zajezdnia Střešovice – zajezdnia została wybudowana w roku 1909 jako zajezdnia tramwajowa. Trolejbusy parkowały tu w latach 1936 – 1959. Trolejbusy miały miejsca postojowe w miejscu po zlikwidowanych torach tramwajowych 1. i 2. Z zajezdni równocześnie korzystały tramwaje i trolejbusy. Obecnie zajezdnia Střešovice jest wykorzystywana przez Muzeum Komunikacji Miejskiej w Pradze (Muzeum městské hromadné dopravy v Praze).
Zajezdnia Smíchov – zajezdnia znajduje się przy dzisiejszej ulicy Na Valentince. Zajezdnia była wybudowana w roku 1915 jako zajezdnia tramwajowa. Tramwaje przestały z niej korzystać w 1937 roku. Trolejbusy parkowały tu w latach 1939 – 1972. Była to zajezdnia, która najdłużej służyła komunikacji trolejbusowej.
Zajezdnia Vinohrady – zajezdnia została wybudowana w roku 1897 jako zajezdnia tramwajowa. Przestała być wykorzystywana w komunikacji tramwajowej w 1934 roku. Trolejbusy wykorzystywały ją w latach 1949 – 1955. Po zbudowaniu zajezdni Vršovice, zrezygnowano z dalszej eksploatacji tego obiektu.
Zajezdnia Libeň – zajezdnia została wybudowana w 1896 roku do obsługi linii (Křižíková trať) Praha – Libeň – Vysočany. Tramwaje zostały wycofane w 1951 roku, a eksploatację trolejbusów rozpoczęto w roku 1952. Zakończono ją w roku 1965.
Zajezdnia Vršovice – zajezdnia została wybudowana w 1955 roku specjalnie jako zajezdnia trolejbusowa. Były to podwójne garaże o długości 118,4 m. Trolejbusy przestały z nich korzystać w 1968 roku. Zajezdnia następnie była wykorzystywana przez autobusy (również współcześnie).
Zajezdnia Dejvice – zajezdnia została wybudowana w roku 1932 jako zajezdnia autobusowa. Była wykorzystywana przez komunikację trolejbusową w latach 1953 – 1959, równocześnie z autobusami. Garaże te służyły także jako warsztaty trolejbusów, a od 1955 roku znajdowała się w nich również lakiernia.
Zajezdnia Košíře – zajezdnia została wybudowana w roku 1902 jako zajezdnia tramwajowa. Tramwaje korzystały z niej do 1937 roku. Trolejbusy parkowano tu w latach 1958 – 1972. Służyła również jako warsztaty trolejbusów.